# 침산남로
침산남로(Chimsannam-ro)는 대구광역시 북구 원대오거리에서 침산동 동본리네거리에서  북구 산격동 경대교네거리를 잇는 대구광역시의 도로이다.

## 주요 경유지
대구광역시
- 북구 (침산동 . 산격동)

## 노선
| 이름               | 접속 노선                        | 소재지        | 소재지        | 비고          |
| 달서로와 직결      | 달서로와 직결                    | 달서로와 직결 | 달서로와 직결 | 달서로와 직결 |
| ------------------ | -------------------------------- | ------------- | ------------- | ------------- |
| 원대오거리         | 오봉로 옥산로                    | 북구          | 침산동        |               |
| 오봉오거리         | 원대로 성북로                    | 북구          | 침산동        |               |
| 달산초등학교네거리 | 침산남로19길 옥산로17길          | 북구          | 침산동        |               |
| 침산네거리         | 대구광역시도 제59호선 (침산로)   | 북구          | 침산동        |               |
| 동침산네거리       | 대구광역시도 제61호선 (중앙대로) | 북구          | 침산동        |               |
| (이름없음)         | 대구광역시도 제11호선 (신천대로) | 북구          | 침산동        |               |
| 경대교             |                                  | 북구          | 침산동        |               |
|                    | 산격동                           | 북구          |               |               |
| 경대교 교차로      | 대구광역시도 제13호선 (신천동로) | 북구          |               |               |
| 대현로와 직결      |                                  |               |               |               |

## 주요 건물 및 시설
- 새마을금고 대구제일새마을금고 본점 (침산남로 3/노원동1가 222-2)
- GS칼텍스 공명주유소 (침산남로 43/노원동1가 3-10)
- KT 라이즈 침산점 (침산남로 96/침산동 430-1)
- 침산중학교 (침산남로 121/침산동 354-1)
- 침산119안전센터 (침산남로 149/침산동 266-7)
- GS25 침산캐슬점 (침산남로 160/침산동 213-1)
- 새마을금고 드림새마을금고 침산2동지점 (침산남로 165/침산동 217-3)
- 신협 대구태영신협 본점 (침산남로 170/침산동 215-2)
- 침산2동 행정복지센터 (침산남로 195/침산동 5-1)
- 국민건강보험공단 대구북부지사 (침산남로 199/침산동 13-105)
- SC제일은행 침산동지점 (침산남로 201/침산동 13-54)
- 알뜰 미니주유소 (침산남로 224/침산동 25-10)